# Tauerettenru
Tauerettenru va ser una reina egípcia de la dinastia XX. Era l'esposa del rei Ramsès V.
es propietats de Tauerettenru, així com també la de Henutuati, l'altra esposa de Ramsès V, s'esmenta al Papir de Wilbour, un document datat del regnat d'aquest rei. Aquest document, de poc més de 10 metres de llarg, s’ocupa d’assumptes tributaris, proveïts de prospeccions topogràfiques que abasten 95 milles de terreny, a efectes de tributació i exempcions fiscals. És gràcies a aquest document que s'ha cregut que Tauerettenru havia estat l'esposa de Ramsès V, tot i que és possible que dati d'un període anterior.

L'egiptòleg alemany Grajetzki dona els jeroglífics transcrits en hieràtic de la següent manera:
| M23 | t · n | G7 | N41 · t · N33 | G7 | Z5 | Z5 | Z5 | Z5 | Z5 | Z5 | Z5 | Z5 | t&A | G36 · r | t · Y1 | U33 | n · Z2 | r | V1 | G7 |